# Foltești (okręg Gałacz)
Foltești – wieś w Rumunii, w okręgu Gałacz, w gminie Foltești. W 2011 roku liczyła 2078 mieszkańców.